# Askelón
Askelón (héberül: אשקלון arabul: عسقلان Aszkalán) bibliai város Izraelben, az öt filiszteus város egyike. Fontos régészeti lelőhely, feltehetőleg az első szentföldi ásatás helyszíne. A modern Askelón az ókoritól 3,5 km-re található turisztikai központ és iparváros.város a Földközi-tenger partján, Tel-Avivtól kb. 50 km-re délre.
A modern Askelón város lakossága 117 ezer fő volt 2011-ben.

## Fekvése
A történelmi Askelón romjai a mai Izrael területén, a Földközi-tenger partján helyezkednek el Gáza és Asdód között. A modern település, amely ugyanezt a nevet viseli, az ásatástól kb. 3,5 km távolságra fekszik.

## Nevének etimológiája
Az Askelón név valószínűleg a Nyugat-Sémi š-q-l (súlyt mérni) tőből ered, utalva a város egykori kereskedelmi jelentőségére. Az antikvitásban a térség a hagymatermesztésről volt híres; a scallion(zöldhagyma) szó is feltehetőleg az Ascalon névből ered. Askelón az ókori Kánaán legrégebbi és legnagyobb kikötővárosa lehetett.

## Népesség

### Népességének változása
| Lakosok száma | 1100 | 21 500 | 35 000 | 43 100 | 53 100 | 55 700 | 83 072 | 104 500 | 114 500 | 141 000 |
|               | 1949 | 1957   | 1964   | 1972   | 1980   | 1987   | 1995   | 2003    | 2010    | 2018    |

## Története
Az első régészeti leletek a Neolitikum (kőkorszak, kb. i. e. 8000–4200) végéről valók, de az első jelentősebb város csak a kora bronzkorban alakult ki (i. e. 3300–2200). Az akkori város kikötőként és szárazföldi kereskedelmi csomópontként is funkcionálhatott, majd az i. e. III. évezred végén, s a kb. i. e. 2200–2000-ig tartó rövid hiátust követően a II. évezred elején egy nagy, erődített kánaánita várossá bővült. A masszív sáncfal 150 holdnyi (kb. 0,6 km²) területet fogott közre. Ekkortájt csak egyetlen nagyobb város volt a térségben, Hácór, amely kb. 0.8 km²-nyi területen helyezkedett el. A tudósok erre a korszakra datálnak egy szenzációs régészeti leletet, amelyet az ókori Askelón helyén tártak fel. E híres tárgyi emlék egy ezüst bikaborjú, melynek mérete kb. 10,2 cm*11,5 cm, s amely feltehetőleg Élt vagy Baált reprezentálja.
Az egyiptomiak fennhatósága Askelónban i. e. 1550 körül vette kezdetét, és a késő bronzkorig tartott. A városban ekkor az egyiptomi isten, Ptah temploma volt használatban. Az ásatások során arra még nem derült fény, hogy a város ebben az időszakban is körbe volt-e sáncolva.
Az i. e. 12. században (i. e. 1180 körül) Askelónt a filiszteusok uralták, az öt nagy filiszteus város egyike volt ekkor, amíg le nem rombolták i. e. 604-ben a babilóniaiak.
Ezt követte a perzsa uralom, amely megközelítőleg i. e. 540–300-ra tehető. Ez régészetileg az egyik leggazdagabb időszaka a területnek, a perzsa korszak emlékeit néhol akár két és fél méter vastagságú rétegben is megtalálni.
Az i. e. 3–2. sz.-ban görög politikai és kulturális befolyás alá került a város, később pedig egy jelentős római települést építettek fel a helyén.
Askelón történelmének középkori fejezetét az arab-keresztes időszakok alakították. A város az i. sz. 7. sz.-ban került arab-kézre, s az arab-éra első századai alatt jelentős fejlődésen esett át. Majd a 12. sz. közepén a keresztesek foglalták el, egészen a település 1191-es, Szaladin általi lerombolásáig.
1240-ben újjáépítették, de 1270-ben Bajbarsz szultán ismét lerombolta. Az oszmán uralom ideje alatt Askelón egy kis település volt, ahol főként csak kereskedők éltek.
A modern Askelón a történelmi Askelóntól 3,5 km távolságban északkeletre található. Az egyiptomi államfő, Ibrahim pasa 1830 körül alapította meg Majdal néven, és egyiptomi takácsokat telepített be a városba. Az izraeli függetlenségi háború alatt (1948) a megszálló egyiptomi hadsereg elfoglalta Majdalt, és a tengeren keresztül menekítette ki a lakóit, amikor az izraeli erők körülvették 1948 októberében.
Nem sokkal a háború után a városban rekedt lakosok is végleg elhagyták Majdalt, és Gázába települtek. Ezután egy zsidó település alakult ki Migdal-Askelón néven, amelyben 1949-től zsidó bevándorlók telepedtek le. 1955-ben Askelónt várossá nyilvánították. Az akkori 43 km²-es területe azóta 55 km²-re bővült. Ma fő bevételi forrásai az ipar és a turizmus.
Napjainkban a város ipari negyedek, modern lakótornyok és kellemes strandok elegye, mintegy 117 ezer fő (2011.) lakossal.

## Ásatások
Askelónt Lady Hester Stanhope kezdte el feltárni 1815-ben, ezt tartják az első modern szentföldi ásatásnak. 
Az első tudományos kutatás John Garstang brit régész nevéhez köthető, aki W. J. Pythian-Adams segítségével 1921–1922 között dolgozott a helyszínen. Jelentős leleteket találtak a bronz- és vaskorszakból, valamint a római korból.
Az 1930-as években több ásatást is koordinált Mandátumi Régészeti Hivatal. Sok más mellett két bazilikális templomot találtak, melyek közül egyet Vassilios Tzaferis tárt fel 1966 és 1967 között.

### A Leon Levy Expedíció
A Leon Levy Expedíció volt az első átfogó ásatás, melyet Lawrence E. Stager vezetésével kezdtek el 1985-ben. Az ásatást Leon Levy és Shelby White finanszírozta és Benjamin Mazar segítségével kezdték el a munkálatokat. A feltárás első szakasza tizenhét szezonból állt, melyek hivatalos szponzora a Harvard Egyetem Sémi Múzeuma volt. Ez tizenhat egymást követő, nagyszabású ásatást jelentett 1985-től 2000-ig, illetve egy kisebbet 2004-ben. Emellett voltak tanulmányi időszakok is, amikor feldolgozták a kiásott leleteket. Valamennyi évben 1985 és 2000 között az ásatások hét hétig tartottak, június közepétől július végéig. Néhány évben azonban ezt megtoldották egy újabb, öt-öt hetes periódussal is, májustól június elejéig.
2007 nyarán kezdődött egy második szakasz Daniel Master vezetésével, melyet Shelby White és a Leon Levy Alapítvány támogatott. Az ásatáson hivatásos régészek mellett önkéntesek is részt vesznek. Az expedíciónak a 2016-os év lesz az utolsó szezonja.

## Bibliai említése

### Korai, filiszteus korszak
A Bibliában először Józsué könyvében találkozunk Askelónnal, mint a még elfoglalásra váró városok egyikével 
„…pedig még igen sok birtokba veendő maradt az országban […] a filiszteusok öt fejedelme: a gázai, asdódi, askelóni, gáti és ekróni…”. 
A Bírák könyvében már arról olvashatunk, hogy 
„…elfoglalta Júda Gázát határával együtt, Askelónt határával együtt és Ekrónt határával együtt.”. 
Majd pár fejezettel később Sámson házassága kapcsán jelenik meg újra Askelón városa; Sámson szerelmét filiszteus felesége elárulta, ezért Sámsont „…megszállta az Úr lelke, lement Askelónba, és megölt ott harminc férfit…”.

### Későbbi, prófétai megjelenés
Jeremiás könyvében a harag serlege kapcsán kerül elő Askelón. Sok nép, köztük a filiszteusok felett is ítéletet mondott az Úr; az elpusztult városoknak pedig gúnnyá és átokká kell válniuk, hogy a nevüket átkozódásra használják majd. 
Ámósz könyvében vétkek metaforája az öt filiszteus város közül valamennyi; Zakariás könyvében pedig az áll, hogy Askelón lakatlan marad, mert a filiszteusok elmenekülnek, s Zofóniás könyvében „Ez a vidék Júda házának maradékáé lesz, ők legeltetnek majd rajta, és Askelón házaiban heverésznek esténként, mert gondot visel róluk Istenük, az Úr, és jóra fordítja sorsukat.”

## Látnivalók
- Nemzeti Park. Itt a tengerparton ókori romokat, zsinagógát, római főutcát, amfiteátrumot láthatunk.

## Testvérvárosok
- Szentes, Magyarország
- Iquique, Chile
- Aix-en-Provence, Franciaország
- Kutaiszi, Grúzia
- Entebbe, Uganda
- Berlin, Németország
- Sacramento, Amerikai Egyesült Államok
- Baltimore, Amerikai Egyesült Államok
- Portland, Amerikai Egyesült Államok

## Szakirodalom
- Avi-Yonah, Michael; Efrati, Natan; Orni, Efraim, „Ashkelon” in: Encyclopaedia Judaica, Second Edition, Vol. 2 (Jerusalem: Keterpress Enterprises, 2007), col. 567–569
- Baranyi József, „Askelón”, in: Konkordancia a Károli Bibliához, (Budapest: Versitas Kiadó, 1995), co. 85
- Aharoni, Yohanan and Avi-Yonah, Michael, The Macmillan Bible Atlas Revised Edition (U.S.A.: Macmillan Publishing Co., Inc., 1977)
- Biblia: Magyarázó jegyzetekkel (Budapest: Magyarországi Református Egyház Kálvin János Kiadója, 1996) (Bír. 14:19, 2Sám. 1:20, Jer. 47:5;7)
- Dezső Tamás, ford., The Times Atlasz – Régészet (Verona: Times Books és Akadémiai Kiadó, 1994)
- Laughlin, John C.H., „Ashkelon” in: Fifty Major Cities of the Bible (New York: Routledge, 2006), pp. 37–41

## Fordítás
- Ez a szócikk részben vagy egészben  az   Askelon című angol Wikipédia-szócikk fordításán alapul.  Az eredeti cikk szerkesztőit annak laptörténete sorolja fel. Ez a jelzés csupán a megfogalmazás eredetét és a szerzői jogokat jelzi, nem szolgál a cikkben szereplő információk forrásmegjelöléseként.